# Digitariat
Digitariat – w społeczeństwie informacyjnym kategoria osób lub klasa społeczna znajdująca się na szczycie hierarchii społecznej (ponad cogitariatem i proletariatem). Tworzona jest przez ludzi, którzy mają dostęp do technologii informacyjnych oraz możliwość przetwarzania danych znajdujących się w cyberprzestrzeni oraz umieją dokonywać selekcji danych.